# 피에르 레스코
피에르 레스코(Pierre Lescot, 1510년경 파리 ~ 1578년 9월, 파리)는 프랑스의 건축가이다. 프랑스 르네상스 건축의 대표적 작가로 프랑스 고전파의 창시자이다. 프랑수아 1세를 섬겼으며, 이탈리아에 유학한 후 루브르 궁을 개축하였다. 그 공로에 의해 파리 사교좌 성당 창사 회원, 클레르몽의 수도원장, 왕실 고문에 임명되고 클라니에 영지를 소유하였다. 주요 작품으로 <리뉴리 저택> <맑은 호수> 등이 있다.

## 같이 보기
- 장 구종